# Mallerenga del Japó
La mallerenga del Japó (Parus minor) és una espècie d'ocell passeriforme que pertany a la família Pàrids pròpia de l'Àsia oriental. Anteriorment es considerava coespecífic de la mallerenga carbonera (Parus major), però les investigacions van indicar que tots dos coexisteixen a l'extrem oriental de Rússia sense hibridar.

## Distribució i hàbitat

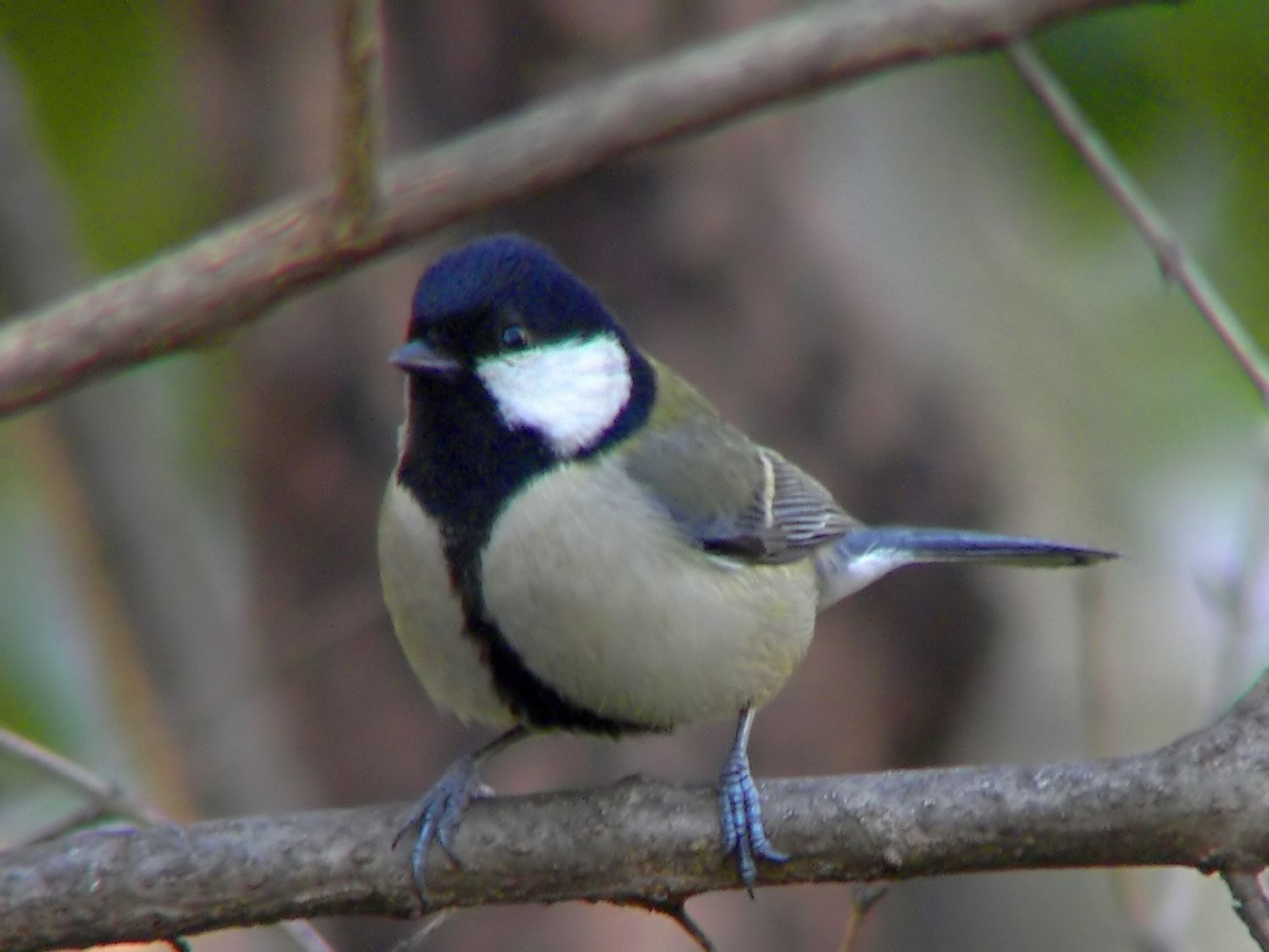
Mallerenga del Japó.

S'estén pels boscos temperats de l'est d'Àsia, des de l'extrem nord-oriental del subcontinent indi, per la Xina, l'extrem sud-oriental de Rússia (incloses l'illa de Sakhalin i les Kurils) i la península de Corea fins a l'arxipèlag japonès.

## Cant
L'espècie va saltar als titulars el març del 2016, quan Toshitaka Suzuki et al. van publicar un estudi a Nature Communications en què s'informava de proves de composició sintàctica a les vocalització de l'ocell. La primera vegada a demostrar-se aquesta sintaxi en un animal no humà.
Suzuki i el seu equip van demostrar que la mallerenga del Japó respon a la crida de selecció de la mallerenga capnegra europea, però només sempre que segueixi la crida d'alerta de la mallerenga del Japó en l'ordre correcte d'alerta+selecció, prova que les mallerengues del Japó reconeixen les parts de la combinació.